# 野口さくら
野口 さくら（のぐち さくら、2001年2月24日 - ）は、日本の女子バスケットボール選手である。ポジションはセンターフォワード。ニックネームはハル。新潟県新潟市北区出身。Wリーグのアイシン ウィングス所属。

## 来歴
安城学園高校では2年次にウィンターカップ準優勝、3年次にはU17ワールドカップ日本代表に選出された。
2019年1月、シャンソン化粧品にアーリーエントリーで加入。同年、U19ワールドカップ日本代表に選出。
2022年5月、FIBA女子ワールドカップ日本代表候補に選出される。
2023年2月22日、方向性の違いを理由にシャンソン化粧品を退団したことを発表。
4月24日、アイシン ウィングスに入団。

## 経歴
- 安城学園 - シャンソン化粧品（2019年 - 2023年） - アイシン（2023年 - ）

## 日本代表歴
- 2017 U16アジアカップ
- 2018 U17ワールドカップ
- 2019 3x3U18ワールドカップ
- 2019 U19ワールドカップ
- 2022 三井不動産カップ
- 2024 パリオリンピック世界最終予選